# Earl Bell
Earl Holmes Bell (* 25. srpna 1955 Ancón) je bývalý reprezentant Spojených států amerických ve skoku o tyči. Narodil se v Panamském průplavovém pásmu, kde byl jeho otec lékařem. Od pěti let žil v Jonesboro. Vystudoval účetnictví na Arkansaské státní univerzitě a třikrát v řadě se stal mistrem National Collegiate Athletic Association ve skoku o tyči.
V roce 1975 vyhrál Panamerické hry. V květnu roku 1976 vytvořil světový rekord výkonem 567 cm. Téhož roku se stal mistrem USA (titul na otevřeném stadionu získal také v letech 1984 a 1990, v letech 1980, 1984 a 1987 vyhrál americký halový šampionát). Byl nominován na montrealskou olympiádu, kde obsadil šesté místo. V roce 1984 překonal rekord USA ve skoku o tyči výkonem 580 cm. Na Letních olympijských hrách 1984 se dělil o třetí místo s francouzským tyčkařem Thierrym Vigneronem.
V roce 1986 byl třetí na Hrách dobré vůle a v březnu 1987 vybojoval stříbrnou medaili na halovém mistrovství světa. Na mistrovství světa v atletice 1987 vyhrál kvalifikaci a ve finále skončil na pátém místě. 14. května 1988 vytvořil svoje osobní maximum 587 cm, což byl třetí nejlepší výkon roku. Na olympijských hrách v roce 1988 obsadil čtvrté místo. Byl třetí ve finále Grand Prix IAAF 1989. Šestnáct let po sobě byl v žebříčku Track & Field News zařazen mezi šest nejlepších tyčkařů v USA.
V roce 1990 ukončil závodní kariéru, rok nato založil vlastní tréninkové centrum Bell Athletics. Mezi jeho svěřenci byli Jeff Hartwig a Kellie Suttleová, v roce 1998 získal cenu pro amerického atletického trenéra roku. V roce 2002 byl Earl Bell uveden do Síně slávy americké atletiky.